# 極☆漫
『極☆漫 ～極道漫画道～』（ごくまん ごくどうまんがみち）は、横山了一による日本の漫画。『月刊少年チャンピオン』（秋田書店）にて、2009年3月号より連載されていた。

## 登場人物

### 新人漫画家
鬼ヶ島 香（おにがしま かおる）／ローズマリー香
関東最大の武闘派暴力団「鬼ヶ島組」の組長。40歳。
幼少の頃に少女漫画を読み、それに感銘を受けて漫画家の道を志すも抗争のためになかなか叶わず、ようやく抗争も落ち着いた現在に再び漫画家への道を目指す。
漫画への情熱は高く漫画家としての実力も十分にあるものの、漫画の話になるとその情熱が暴走して奇行に走ることが多く、その強面と相まって誤解されてしまうことがしばしば。
漫画の執筆には組員にも秘密の部屋を使い、組員が寝静まった頃に執筆を行っている。
トーンの切り貼りにはドスを使っている。
龍ヶ崎 京（りゅうがさき きょう）／カモミール京子
関西最大の武闘派暴力団「龍ヶ崎組」の組長。40歳。
組の会談で鬼ヶ島と出会って偶然鬼ヶ島の白湯社からの連絡を受けたのを聞いて鬼ヶ島がローズマリー香であることを知り、自分も同じように漫画家を目指していることを告白。意気投合する。
漫画の話になると鬼ヶ島以上に押しが強く、鬼ヶ島が振り回されることもしばしば。
普段はサングラスをかけているが、その下には少女漫画調のキラキラした目が隠されている。
斎藤 音緒（さいとう ねお）／斎藤ネロリ
小学生ながら大人顔負けの作品でプロデビューを果たした漫画家。11歳。
鬼ヶ島とは白湯社で遭遇して漫画の話で意気投合し、その後龍ヶ崎とも鬼ヶ島を通じて知り合い漫画家の友人同士として意気投合することになる。
連載を持っているだけあって漫画を見る目は確かであり、鬼ヶ島が師匠と仰ぐほど。
強面の鬼ヶ島たちにもおびえることも無く、銃を見ても全くびびることが無いなど胆力も相当にある。

### 「花とまめ」編集者
安野 真（あんの まこと）
白湯社の少女漫画雑誌「花とまめ」の新人編集者。25歳。
まだ編集者としての力量は低く、写植の間違いも多い。そのためか現在はまだ正式に担当する連載漫画家がいない。
ローズマリー香とカモミール京子の担当編集者でもあり、この2人をプロデビューさせて「花とまめ」内に一大勢力を確立することを目論む。
水上 悟（みずかみ さとる）
白湯社の少女漫画雑誌「花とまめ」の編集者。28歳。
人気連載の漫画家を何人も担当しており、その中にアニメ化された作品もあるためか編集部内でもその地位は高い。

## 書誌情報
- 横山了一 『極☆漫 ～極道漫画道～』 秋田書店〈少年チャンピオン・コミックス〉 全2巻